# 張文翰 (清)
張文翰（ちょう ぶんかん）は、清朝の進士、官人。出身は山東省青州府安丘県。
光緒16年（1890年）の殿試にて、進士三甲141名で合格した。同年5月、吏部によって、省の知県に任命された。